# Città di Como Challenger 2022
Il Città di Como Challenger 2022 è stato un torneo maschile tennis professionistico. È stata la 16ª edizione del torneo, facente parte della categoria Challenger 80 nell'ambito dell'ATP Challenger Tour 2022, con un montepremi di 45 730 €. Si è svolto dal 29 agosto al 4 settembre 2022 sui campi in terra rossa del Circolo Tennis Como di Como, in Italia.

## Partecipanti

### Teste di serie
| Nazionalità | Giocatore         | Ranking* | Testa di serie |
| ----------- | ----------------- | -------- | -------------- |
| Italia      | Marco Cecchinato  | 141      | 1              |
| Italia      | Giulio Zeppieri   | 146      | 2              |
| Italia      | Francesco Passaro | 148      | 3              |
| Serbia      | Nikola Milojević  | 181      | 4              |
| Italia      | Matteo Arnaldi    | 188      | 5              |
| Italia      | Riccardo Bonadio  | 189      | 6              |
| Italia      | Stefano Travaglia | 190      | 7              |
| Italia      | Andrea Arnaboldi  | 197      | 8              |

* Ranking al 22 agosto 2022.

### Altri partecipanti
I seguenti giocatori hanno ricevuto una wild card per il tabellone principale:
- Federico Arnaboldi
- Gianmarco Ferrari
- Matteo Gigante

Il seguente giocatore è entrato in tabellone come special exempt:
- Lucas Gerch

I seguenti giocatori sono entrati in tabellone come alternate:
- Oleksii Krutykh
- Lucas Miedler

I seguenti giocatori sono passati dalle qualificazioni:
- Nicolas Moreno de Alboran
- Cezar Crețu
- Adrian Andreev
- Mariano Navone
- Marius Copil
- Giovanni Oradini

Il seguente giocatore è entrato in tabellone come lucky loser:
- Kenny de Schepper

## Campioni

### Singolare
Cedrik-Marcel Stebe ha sconfitto in finale  Francesco Passaro con il punteggio di 7–6(2), 6–4.

### Doppio
Alexander Erler /  Lucas Miedler hanno sconfitto in finale  Dustin Brown /  Julian Lenz con il punteggio di 6–1, 7–6(3).